# Richerenches
Richerenches – miejscowość i gmina we Francji, w regionie Prowansja-Alpy-Lazurowe Wybrzeże, w departamencie Vaucluse.
Według danych na rok 1990 gminę zamieszkiwały 542 osoby, a gęstość zaludnienia wynosiła 49 osób/km² (wśród 963 gmin regionu Prowansja-Alpy-W. Lazurowe Richerenches plasuje się na 469. miejscu pod względem liczby ludności, natomiast pod względem powierzchni na miejscu 667.).

## Populacja

Populacja Richerenches w latach 1962–2008